# Коронационная медаль короля Хокона VII
Коронационная медаль короля Хокона VII» – памятная государственная награда Королевства Норвегия.

## История
Коронация нового короля Норвегии Хокона VII и королевы Мод состоялась 22 июня 1906 года в соборе города Тронхейма. По этому случаю была учреждена Коронационная медаль в двух классах: серебряной и бронзовой. Медаль вручалась участникам коронационных мероприятий – норвежцам и иностранцам.
Коронационная медаль короля Хокона VII была первой, учреждённой в независимой Норвегии наградой, и последней коронационной наградой в Скандинавии.

## Описание

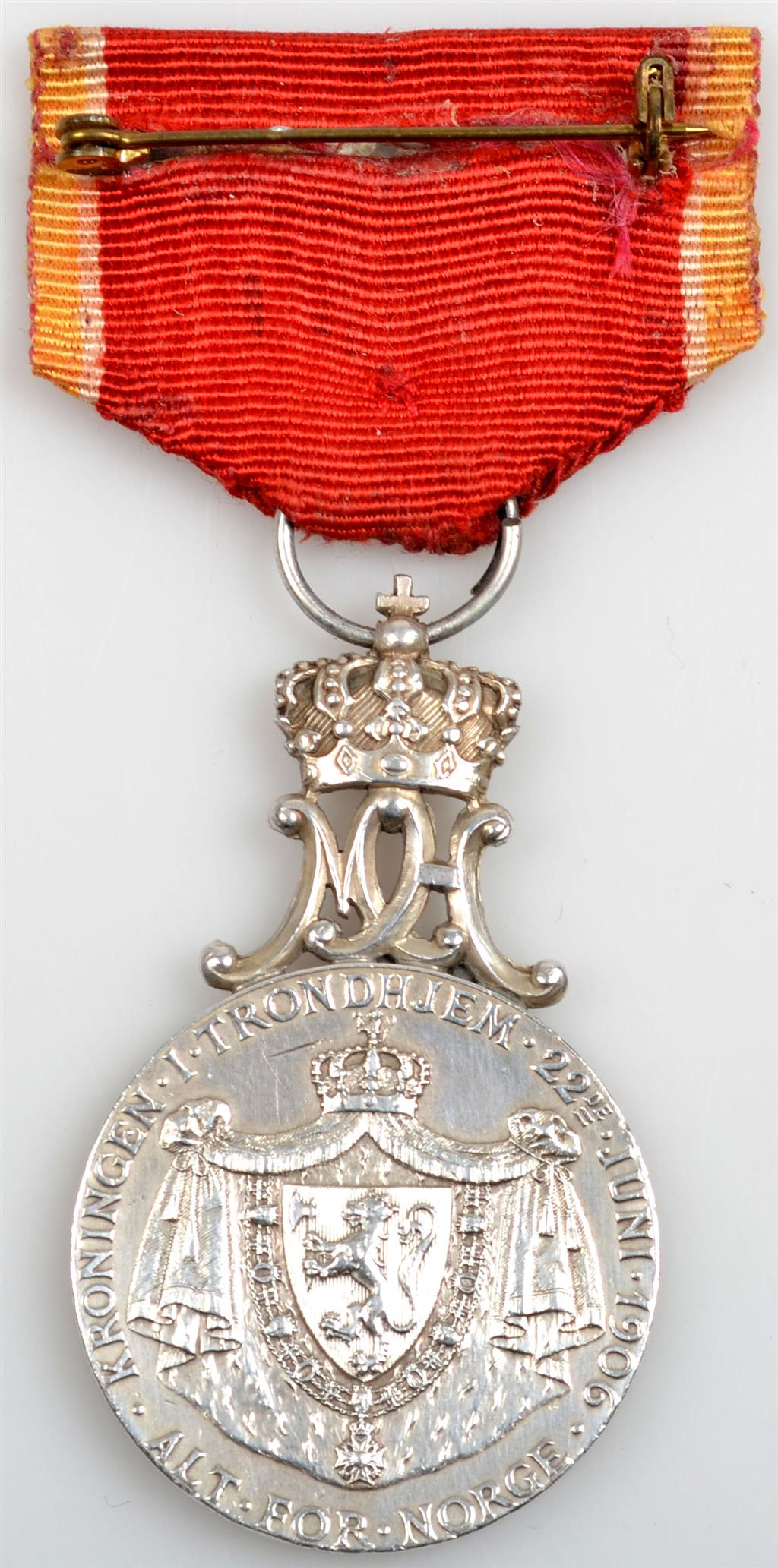
Реверс медали

Медаль круглой формы из серебра или бронзы в зависимости от класса, с объединёнными коронованным вензелями короля Хокона VII и королевы Мод наверху.
Аверс несёт на себе профильные погрудные портреты короля Хокона VII и королевы Мод в коронах, коронационных одеяниях, с видимой цепью ордена Святого Олафа на шее у короля поверх горностаевого воротника мантии. По окружности надпись: «KONG • HAAKON • VII • OG • DRONNING • MAUD» (Король Хокон VII и королева Мод).
На реверсе в центре норвежский королевский герб: гербовой щит с цепью ордена Святого Олафа вокруг него, наложенный на королевскую мантию, увенчанную королевской геральдической короной. Вокруг надпись: вверху - «KRONINGEN • I • TRONDHJEM • 22DE • JUNI • 1906» (Коронация в Тронхейме 22 июня 1906), внизу -  «• ALT • FOR • NORGE •» (Всё для Норвегии).
К короне прикреплено кольцо, при помощи которого медаль крепится к ленте.
 Лента медали шёлковая, муаровая, красного цвета с полосками жёлтого и белого цветов по краям.